# Anserma (langue)
Pour la municipalité, voir Anserma.
L’anserma ou umbra est une langue éteinte de Colombie. Elle est classée comme langue chocó par certains auteurs.